# Sân bay quốc tế Bangui M'Poko
Sân bay quốc tế Bangui M’Poko (IATA: BGF, ICAO: FEFF) là một sân bay ở cách thủ đô Cộng hòa Trung Phi Bangui 7 km về phía tây bắc.
Sân bay này có một đường cất hạ cánh dài 2600 m rải nhựa đường. Năm 2004, sân bay này phục vụ 53.862 lượt khách.

## Các hãng hàng không và các tuyến điểm
- Afriqiyah Airways (Tripoli)
- Air France (Paris-Charles de Gaulle)
- Cameroon Airlines (Brazzaville, Douala, Yaounde)
- TAAG Angola Airlines (Brazzaville, Douala, Pointe-Noire, Luanda)
- Toumaï Air Tchad (Brazzaville, Cotonou, Douala, Libreville, Lome, N'Djamena)